# Phonographic Performance Limited
Phonographic Performance Limited (PPL)  — британская авторская компания, занимающаяся лицензированием музыкальных произведений и выплатой авторских вознаграждений.
Поле деятельности Phonographic Performance Limited отличается от охватываемого компанией Performing Right Society (PRS for Music), основанной в 1914 году, которая изначально собирала деньги за живое исполнение музыки.

## История
История компании началась с судебного дела в отношении кофейни в Бристоле в 1934 году.
В кофейне Stephen Carwardine & Co клиентов развлекали, проигрывая записи музыки на патефоне в общественных местах без предварительного получения разрешения от владельцев авторских прав. Состоялся суд. Судья согласился, что проигрывание музыки при таких условиях являлось нарушением авторских прав. После этого компания EMI и звукозаписывающая студия Decca создали компанию Phonographic Performance Ltd (PPL) для проведения лицензирования музыкальных произведений и открыли первый офис новой компании в Лондоне.
Закон Об авторском праве 1956 года и его дальнейшие поправки укрепили позиции PPL.
В 1996 году исполнители получили право получать «справедливое вознаграждение» за звучание музыки в эфире.

## Video Performance Limited
В 1984 году была создана компания Video Performance Limited, аналогичная PPL. Компания VPL распределяет гонорары её членам. Все, что касается музыкальных клипов — область деятельности компании VPL.

## Воспроизведение музыки в общественных местах
Любая коммерческая организация, которая воспроизводит записанную музыку, имеющуюся в PPL репертуаре, в общественных местах, таких как магазин, бар, офис, ресторан, тренажерный зал, воспроизведение на занятиях танцами должна иметь лицензию PPL. Исключение составляют отели и пансионы, которые имеют меньше 25 номеров и не имеют каких-либо мест, открытых для нерезидентов (таких как бар или ресторан).
В PPL держатель лицензии дает разрешение на воспроизведение записанной музыки из PPL репертуара (в подавляющем большинстве это коммерческая музыка Великобритании). Проигрывание музыки с истекшим сроком действия авторских прав или под свободной лицензией не требует лицензии PPL.
Лицензирования музыки для радио вещания
PPL лицензий действуют для радиостанций, базирующихся в Великобритании, островах Мэн и нормандских островах при использовании записанной музыки во всех формах радиотрансляции, от традиционного FM/АМ вещания до спутникового и интернет-радио.
Музыка для лицензирования телевизионного вещания
С соответствующими PPL музыкальными лицензиями вещательные компании могут использовать записанную музыку из PPL репертуара и/или музыкальных клипов с разрешения исполнителя и правообладателя.
Приложения для музыкальных лицензий можно оформить в режиме онлайн на сайте ppluk.com

## Членство
Звукозаписывающие компании
Все, кто владеет (или имеет эксклюзивную лицензию) правами на трансляцию музыки или проигрывание её на публике в Великобритании могут присоединиться к PPL как правообладатели. Это могут быть крупные записывающие компании или компании, которые приобрели соответствующие права.
Исполнители
Все исполнителям записанной музыки могут присоединиться PPL как исполнители музыкальных произведений. Исполнитель иметь право на авторское вознаграждение.

## Разница между PPL иPRS для музыки
«PPL» и «PRS for Music» — это две отдельные независимые компании. В большинстве случаев требуются Лицензии от обеих организаций, чтобы легально воспроизводить записанную музыку в общественных местах. Пока обе компании одновременно лицензируют использование музыки и собирают авторские вознаграждения для музыкальной индустрии. Они представляют разных правообладателей и имеют разные лицензии, сроки и условия.
Компания «PPL» собирает и распределяет деньги за использование записанной музыки от имени звукозаписывающих компаний и исполнителей. Компания «PRS for Music» собирает и распределяет деньги за использование музыкальных произведений и текстов от имени авторов песен, композиторов и издателей.